# Dimitrij (Schiller)
Dimitrij (1804-1805, Demetrius) je nedokončená tragédie německého dramatika Friedricha Schillera, řešící konflikt mezi legitimitou a realitou moci. Hra se odehrává v letech 1604 až 1606 a je založená na osudech falešného ruského cara, tzv. Lžidimitrije I.

## Osud hry

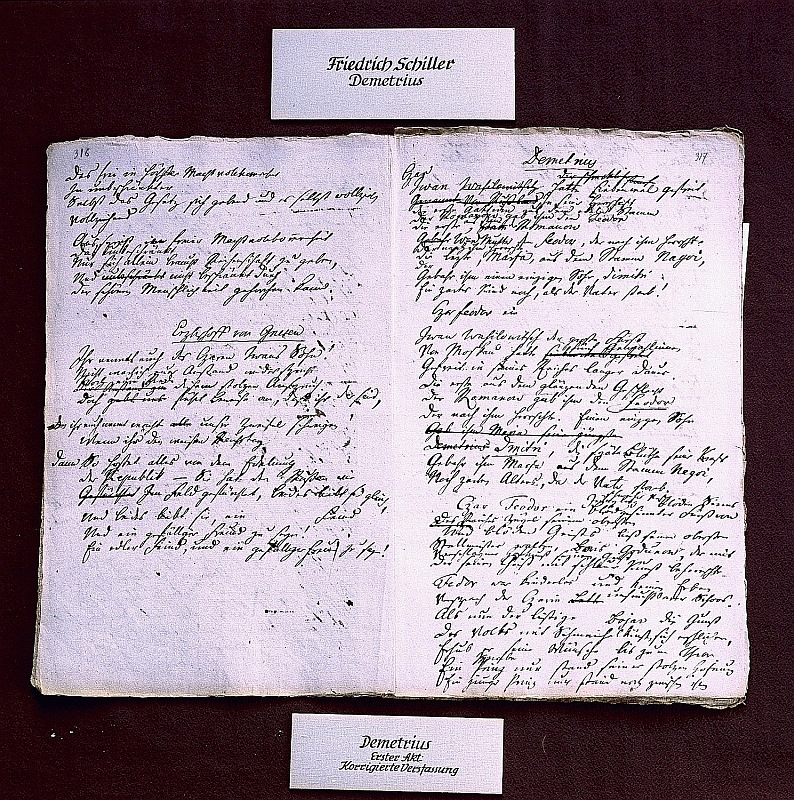
Schillerův rukopis hry

Schiller na hře pracoval v letech 1804 až 1805. Neúnavně studoval vše, co mohl o dějinách a o životě v Rusku a Polsku na počátku 17. století sehnat, ale smrt mu zabránila hru dokončit. Na divadle byl její fragment uveden až 15. února roku 1857 ve Výmaru.
Po dokončení každého díla Schiller všechen materiál, který se tohoto díla týkal, zničil. V tomto případě ale zůstalo zachováno vše, co autor při práci na Dimitriji napsal, rozepsaný rukopis prvních dvou dějství, náčrtky, poznámky a také plán dalšího děje.
Po Schillerově smrti se pokoušeli někteří básníci hru dokončit, ale tato snaha příliš úspěšná nebyla. Johann Wolfgang von Goethe chtěl drama dopsat na památku svého přítele, snahu však brzy vzdal. Mezi těmi, kteří se snažili dopsat pokračování Schillerovy hry, byli například Gustav Kühne, jehož Dimitrij byl uveden roku 1859 v Drážďanech, Otto Friedrich Gruppe roku 1860 nebo Heinrich Laube roku 1872. Z českých autorů se o dokončení pokusil Ferdinand Břetislav Mikovec, jehož tragédie Dimitr Ivanovič s podtitulem „s částečným použitím Schillerova zlomku" byla uvedena v pražském Stavovském divadle roku 1855 a roku 1856 vyšla knižně.

## Obsah hry

### Schillerův text tragédie

#### První jednání

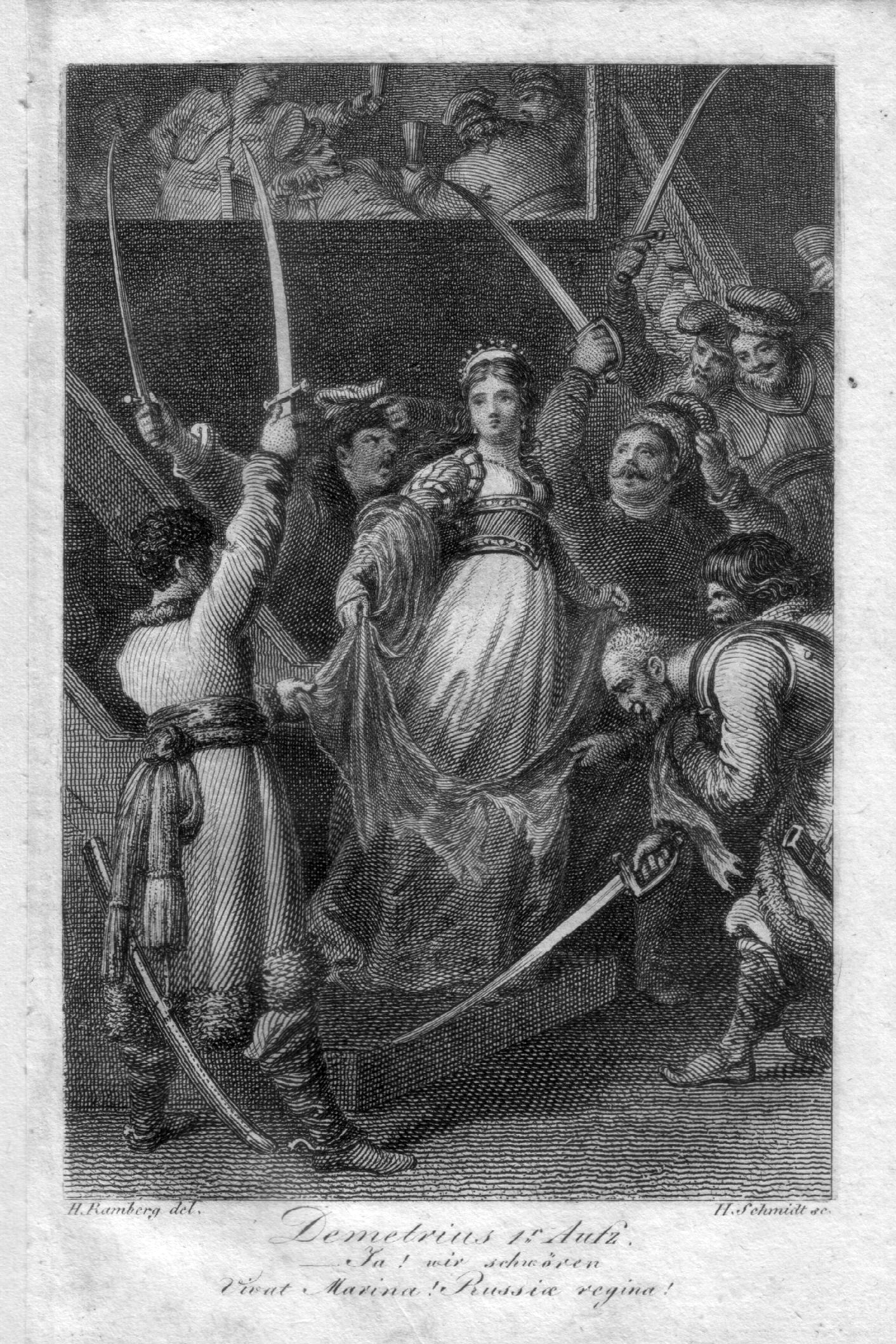
Marina je provolávána ruskou královnou, ilustrace Heinricha Friedricha Thomase Schmidta k 1. jednání

V projevu před polským zemským sněmem v Krakově prosazuje Dimitrij svůj nárok na carský trůn a doufá v pomoc Polska. Prohlašuje se za careviče Dimitrije, syna cara Ivana Hrozného, který nebyl, jak se uvádí, roku 1591 jako dítě zavražděn, ale byl zachráněn, nejprve vyrůstal v klášteře, a poté co z kláštera uprchl, byl přijat do služeb sandoměřského knížete Mniška. Až donedávna neznal svůj původ, ale pak náhodný objev, že nosí na krku zlatý kříž se vzácnými drahokamy, který obdržel carevič Dimitrij při křtu, pomohl odhalit jeho skutečný původ.
Jeho působivý projev přesvědčí arcibiskupa z Hnězdna, celý sněm i krále Zikmunda. Všichni slibují Dimitriji pomoc kromě knížete Sapiehy, který vše považuje za komplot knížete Mniška, který chce za falešného Dimitrije provdat svou dceru Marinu, aby se stala carevnou. Ve skutečnosti je Mnišek ve vleku své ctižádostivé a mocichtivé dcery. Sněm sice kvůli vetu knížete Sapiehy neschválí formální usnesení, ale přesto je vyhlášena válka Rusku s cílem svrhnout cara Borise Godunova. Marina získá velikou podporu a je označována za ruskou královnu.

#### Druhé jednání

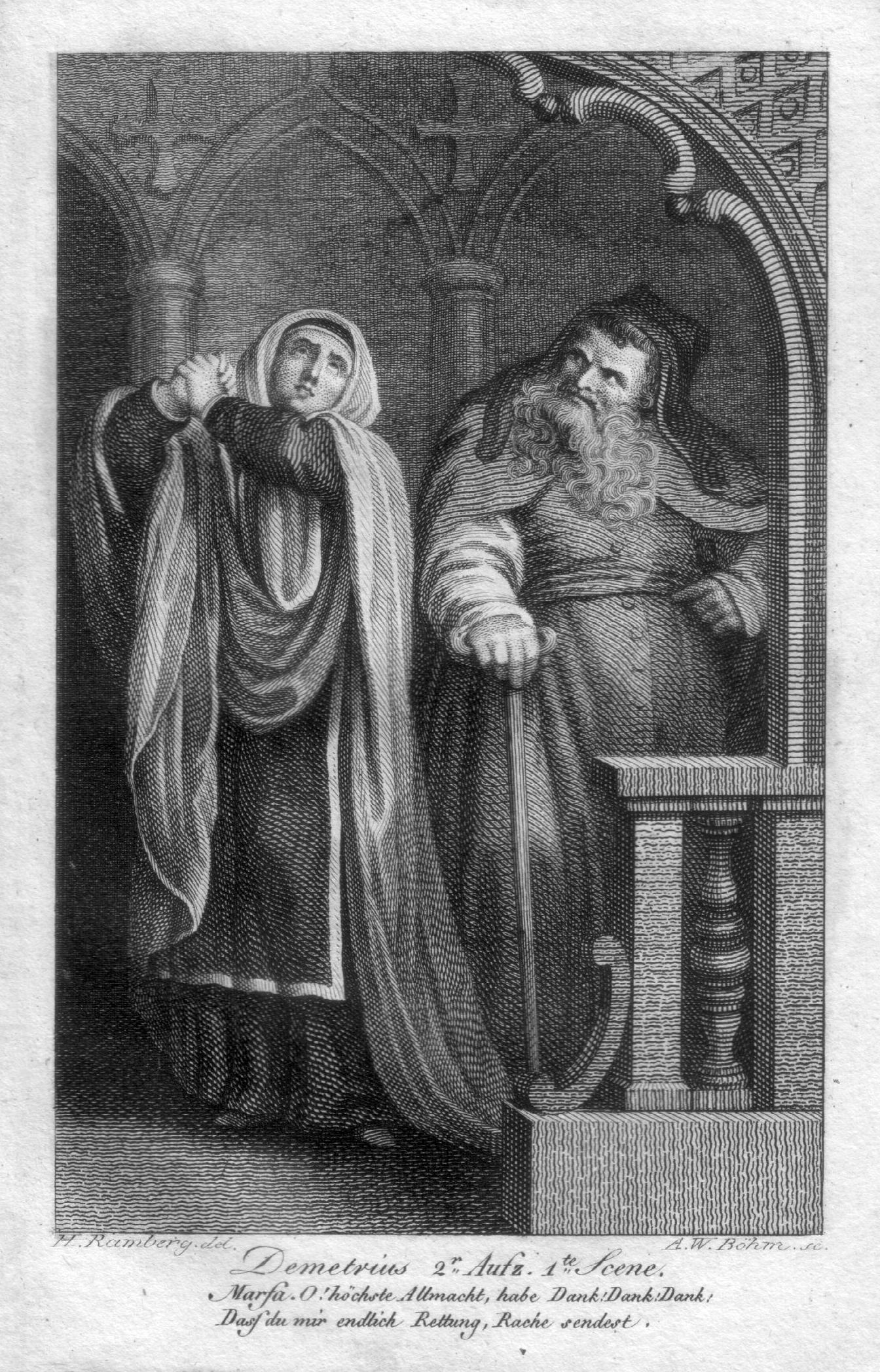
Marfa a archijerej Job. ilustrace Amadea Wenzela Böhma k 2. jednání

Vdova po caru Ivanovi Hrozném Marfa, uvězněná carem Borisem Godunovem v jednom klášteře na pobřeží Bílého moře, léta truchlí pro svého zavražděného syna. Když se dozví, že Dimitrij je naživu, s nadšením prohlásí, že je to určitě její syn, který jí pomůže pomstít se carovi. Nedbá varování patriarchy (archijereje) Joba poslaného za ní Borisem Godunovem, který považuje Dimitrije za podvodníka a odsuzuje jej navíc jako zrádce za to, že přestoupil na katolickou víru.
Schillerův text končí druhým výstupem druhého jednání tragédie, ve kterém je uveden Dimitrijův manifest, připomínající všem jejich přísahu caru Ivanovi Hroznému, zahrnující také prohlášení, že zůstanou věrni i jeho dětem. Manifest našel Schiller v díle Gerharda Friedricha Müllera Sbírky ruských dějin (1760. Sammlung rußischer Geschichte) a ve veršované tragédii jej ponechal v próze a s původním obsahem.

### Schillerův plán dalšího děje

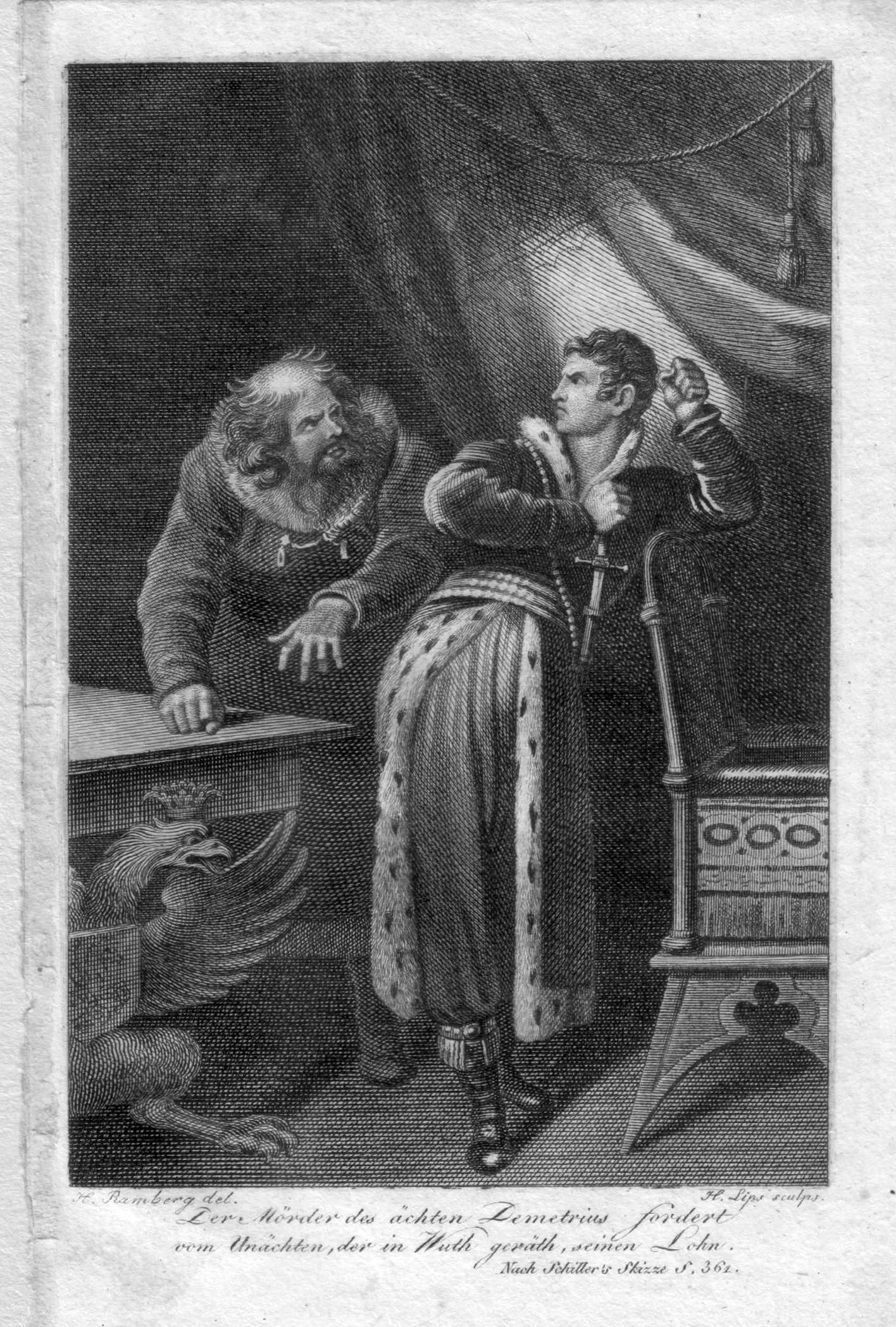
Dimitrij se dovídá pravdu o svém původu, ilustrace Johanna Heinricha Lipse ke Schillrovu náčrtu dalšího děje.

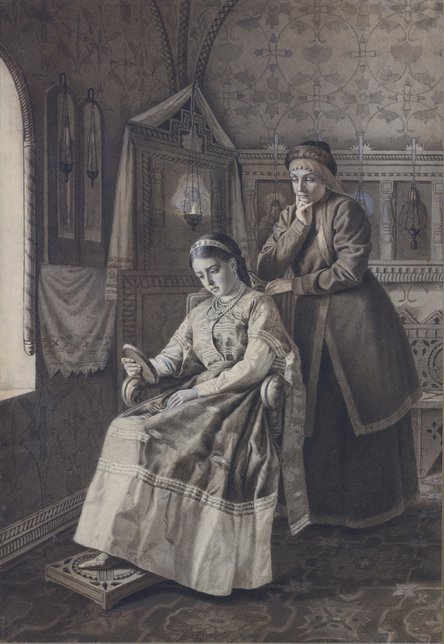
Axinja (Xenie), kresba Osipa Karloviče Vincmana

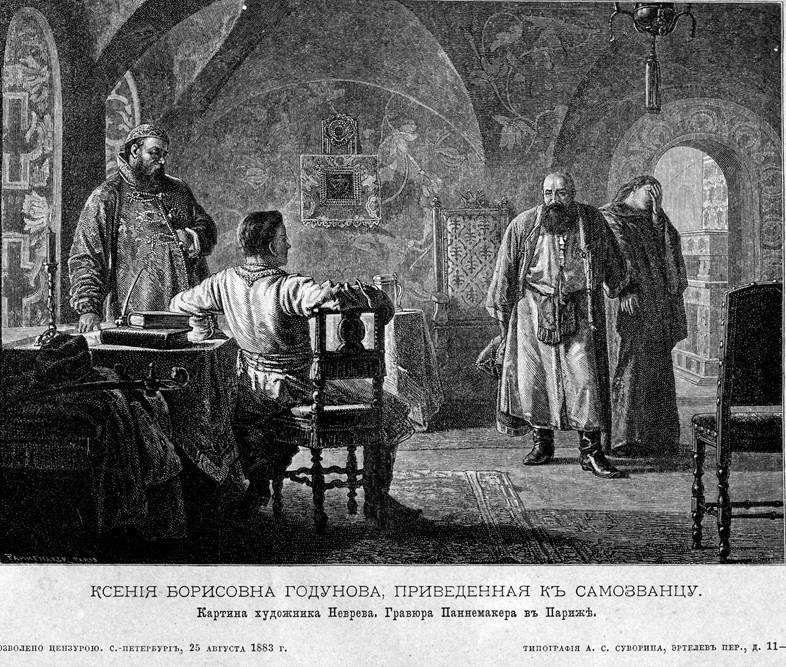
Dimitrij se seznámí s Axinjou, ilustrace Nikolaje Vasiljevíče Nevreva

Schillerův plán dalšího děje je rozdělen do šestnácti bodů.
- Předčítání manifestu ve vsi. Tato část navazuje na druhý výstup druhého jednání s tím, že by měla jednak ukázat obrovský ohlas, který získal manifest u prostého ruského lidu a jednak odvěkou zášť Rusů k Polákům, což vyvolá prudké vření mezi venkovským lidem.
- Tábor Borisovy armády. Armáda Borise Godunova by měla být zobrazena jako silná, ale převážně nespolehlivá. Vládne v ní podezíravost a rivalita velitelů i národnostní zášť. Problémem jsou i kozáci, kteří jsou v armádách obou stran, a panuje obava, že by moli přejít k Dimitriji. Blíží se bitva.
- Dimitrijova porážka. V bitvě Borisova armáda drtivě zvítězí, ale nechá Dimitrije, kterého již měla ve své moci, uprchnout. Jeho situace je zoufalá a chce se zabít. V tomto stavu největší beznaděje mu Borisův generál Saltykov slíbí, že k němu jako k právoplatnému carovi přejde, což je začátek postupného rozkladu celé Borisovy armády.
- Boris v Moskvě. Pohrdání, které měl Boris Godunov pro snahy Dimitrije, se postupně mění v zoufalství z vývoje situace (odpadnutí venkovského lidu a měst v provinciích, odpadnutí armády, nepokoje v Moskvě a Dimitrijův postup). Přizná patriarchovi Jobovi i své dceři Axinje (Xenii) svůj zločin (vraždu syna Ivana Hrozného) a marně se ptá, zda může být zločin napraven dobrotivým životem, zda může dobrý účel omluvit hanebné prostředky.
- Boris umírá. Neudržitelnou situaci se Boris rozhodně řešit sebevraždou. Vypije jed a dává poslední rozkazy. Dcera se má zachránit ukrytím v klášteře, syn Fjodor se snad díky svému mládí (šestnáct let) dočká milosti. Bojaři vytvoří říšskou radu, ale objeví se kníže Romanov se svými vojáky, kteří mu sjednají panovnickou autoritu.
- Romanov a Axinja. Romanov přísahá před mrtvolou cara Borise jeho synovi Fjodorovi věrnost a přinutí k tomu i bojary. Zdá se však, že jde o bezmocný pokus, protože Dimitrij je již v Tule. Kromě toho vyzná lásku Borisově dceři Axinje. Opustí Moskvu a spěchá k armádě, která však již přešla na stranu Dimitrije. V jeho nepřítomnosti dojde k povstání moskevského lidu proti Fjodorovi. Povstalci se zmocní paláce a zajmou obě Borisovy děti. Romanov, opuštěn armádou a vlastními oddíly proskribován, přichází jako uprchlík do Moskvy s úmyslem Fjodora a Axinju zachránit.
- Dimitrij v Tule. Dimitrij se chová šlechetně a laskavě, není v něm pomstychtivost, kořistnictví ani zpupnost. Těžce prožívá skutečnost, že osoby kolem něho jednají s Rusy pohrdavě. V Tule stojí na vrcholu štěstí a posílá poselství své matce a Marině.
- Dimitrij se dovídá pravdu o svém původu. Mezi spoustou lidí, kteří se tlačí kolem Dimitrije, pozná Dimitrij muže ze svého dětství (Schiller jej označuje jako X), na jehož svědectví se zakládá jeho nárok na carskou korunu. Tento muž Dimitriji odhalí, že je to on, kdo zavraždil skutečného Dimitrije. Protože mu nebyl car Boris dostatečně vděčný, rozhodl se, že se mu pomstí, a proto vytvořil falešného Dimitrije. Dimitrij je zděšen a prožívá hluboký otřes. V okamžiku, kdy X požaduje odměnu, jej zabije.
- Marfa se sejde s Dimitrijem. Saltykov zorganizuje setkání Dimitrije a Marfy. V okamžiku, kdy Marfa uvidí Dimitrije, naděje, že uvidí syna, v jejím srdci zcela zmizí. Dimitrij, vědom si toho, že je vlastně podvodník, se rozhodně, že nebude předstírat falešné city, a prosí ji, aby jej uznala. Pomstil jí, cítí k ní opravdovou úctu a chce se k ní chovat jako skutečný syn.
- Dimitrijův příchod do Moskvy. Tento příchod se má podle Schillera podobat spíše vjezdu dobyvatele než příjezdu cara, protože v čele slavnostního průvodu jdou Poláci a kozáci, pro Rusy cizí nepřátelské národy. Souvisí s tím i násilné činy na Borisově rodině, tj. zavraždění Fjodora a jeho matky na podnět Dimitrijových vyzvědačů, kteří byli posláni do Moskvy. Kolem celého dění se má podle Schillera vznášet předtucha neštěstí.
- Dimitrij jako car v Kremlu. Dimitrij jako car ztrácí mezi lidem popularitu, protože nedokáže udržet Poláky a kozáky na uzdě. On sám chová ke všem nedůvěru a projevují se u něho některé skutky despotismu. Zamiluje se do Axinji a rád by zrušil svůj závazek k Marině. Axinja však jeho city neopětuje. Generál Saltykov lituje, že zradil svou vlast, snaží se oslabit moc Poláků a přitom hyne. Do Moskvy přichází Dimitrijova polská nevěsta Marina, jejíž početný doprovod ještě více posílí sílu Poláků, kteří se chovají v Moskvě jako páni.
- Nespokojenost Rusů a Šujského spiknutí. Nespokojenost ruského lidu s novým carem roste. Lidé se pohoršují nad jeho pohrdáním strnulou obřadností a nad jeho porušováním tradičních zvyklostí. Další pobuřuje povýšenost a brutalita Poláků s kozáky. Začínají kolovat pochybnosti, zda jde o skutečného Dimitrije. Tyto myšlenky využije kníže Šujskij k dalšímu podněcování nenávisti k Dimitriji.
- Marfa a Dimitrij. Marfa již nemá důvod chránit Dimitrije, kterého dříve uznala za svého syna, protože její pomstychtivost na caru Borisovi byla již ukojena. Kromě toho ji Dimitrij zanedbává, čímž urazil její hrdost. Dimitrij ji navštíví v jejích pokojích a přesvědčuje ji, aby jej i nadále uznávala za svého syna. Snaží se jí nahnat strach z Rusů, kteří by jí původní podvod neodpustili, a vzbudit v ní lítost oznámením, že byl sám oklamán. V tom vtrhnou do pokoje povstalci.
- Dimitrij. Vzbouřenci. Dimitrij svou majestátností a zmužilostí téměř přiměje povstalce k dohodě, když jim slíbí, že půjde s nimi proti Polákům.
- Dimitrij je zabit. Dimitrij povstalce mále přemluví, když vnikne do pokoje kníže Šujskij doprovázený rozzuřeným davem. Požaduje od Marfy kategorické prohlášení, že je Dimitrij její syn a na důkaz toho chce, aby políbila svatý kříž. Marfa mlčí a odvrací se od Dimitrije. Není schopna učinit křivou svatou přísahu. To je pro všechny důkazem, že Dimitrij je podvodník a zavraždí jej.
- Marina se zachrání. Konec hry. Marina prchá před Rusy a chce se schovat u Marfy. Dorazí k ní ve chvíli, kdy je Dimitrij zabit. Neváhá ani na okamžik, zřekne se Dimitrije a předstírá, že i ona byla od něho oklamána. Kromě toho slibuje vzbouřencům bohaté výkupné, Šujskij, do jehož rukou se dostaly znaky carské moci, také chce, aby krveprolévání skončilo, a odvádí vzbouřence pryč s tím, aby myslili na volbu nového cara. Když všichni odejdou, zůstane v místnosti jeden z kozáků, který by se měl objevit ve hře již dříve jako velice odvážný muž. kterému se dostane do ruky carská pečeť, v níž vidí prostředek, s jehož pomocí bude moci předstírat, že je Dimitrij (tzv. Lžidimitrij II.), kterému se podařilo vzbouřencům uprchnout. Monologem tohoto kozáka, naznačujícím že stará historie začne nanovo, by měla podle Schillera hra skončit.

## Adaptace

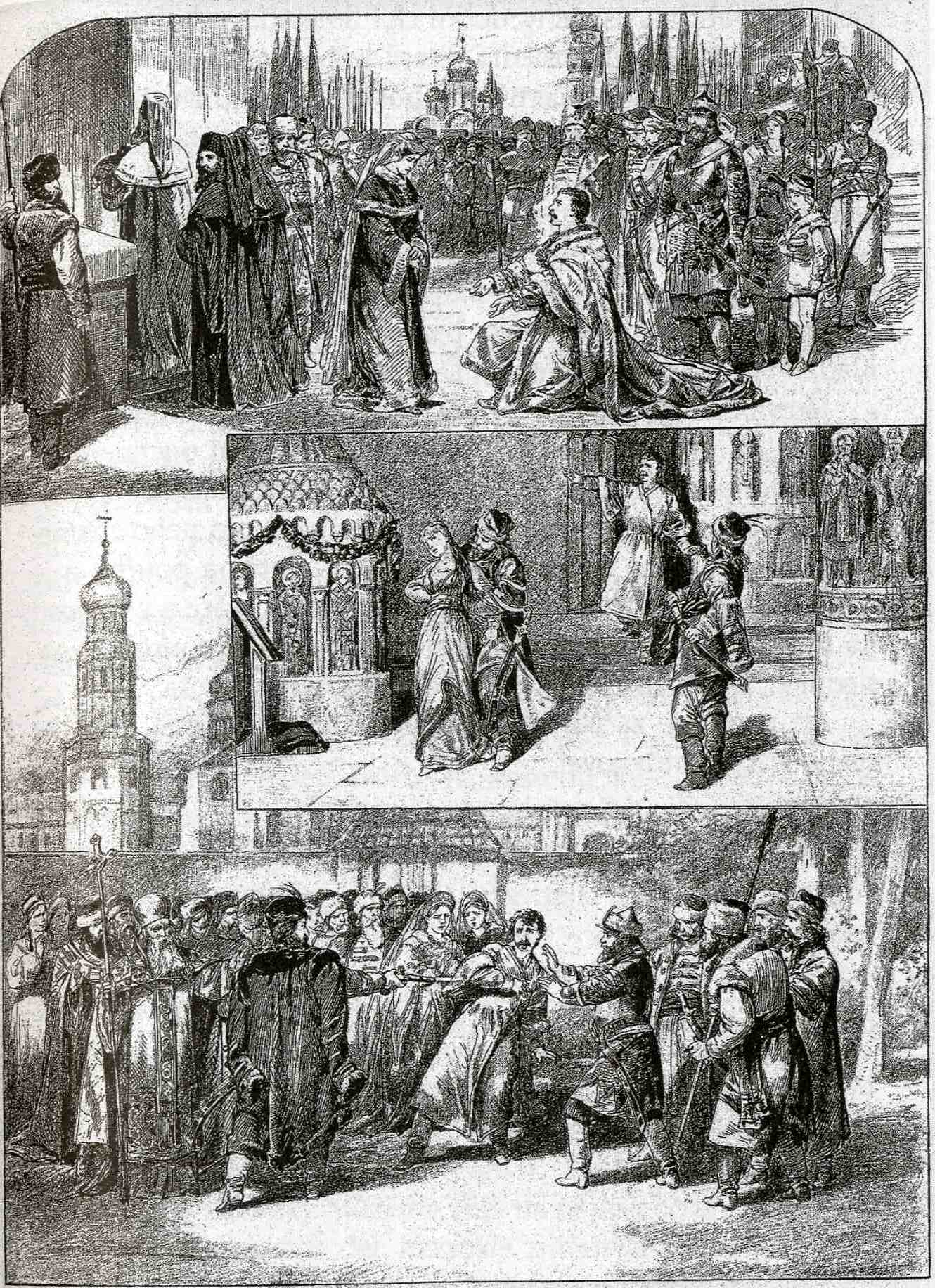
Scény z Dvořákovy opery Dimitrij, kresba Emila Zillicha z roku 1883

### Hudba
Roku 1882 byla uvedena v Novém českém divadle opera českého skladatel Antonína Dvořáka Dimitrij na libreto Marie Červinkové-Riegrové. Libretistka vycházela především ze hry Ferdinanda Břetislava Mikovce Dimitr Ivanovič (1855), který si bral za základ dramatický fragment Friedricha Schillera.

### Televizní inscenace
- Demetrius (1969), západoněmecký televizní film, scénář Ludwig Berger s využitím Schillerova fragmentu, režie Ludwig Berger a Heribert Wenk.[12]
- Dimitrij (1981), české televizní zpracování Dvořákovy opery, režie Milan Macků.[13]

## České vydání
- Dimitrij, in Nevěsta messinská, Vilém Tell, Dimitrij, Poezie, Praha: SNKLU 1963, přeložil Valter Feldstein.